# Racovița (Sibiu)
Racovița é uma comuna romena localizada no distrito de Sibiu, na região histórica da Transilvânia. A comuna possui uma área de 21.59 km² e sua população era de 2974 habitantes segundo o censo de 2007.